# 何顯宗
何顯宗（1581年—？年），字昆謀，號麟陽，山東濟南府德州左衛明朝政治人物。

## 生平
己酉山東鄉試二十三名舉人，萬曆三十八年（1610年）庚戌科會試一百五十三名，第三甲第六十二名進士。兵部觀政，授順天府薊州遵化縣知縣，四十三年乙卯丁憂。天啓間官工部员外郎，五年（1625年）十二月被刑科给事中潘士闻弹劾，以东林门户削籍为民，追夺诰命。

## 家族
曾祖何通，戶侯；祖何文卿，戶侯；父何大清，應襲；母鄭氏。慈侍下，兄繼宗（應襲）。子何慎；何恪。